# إينغار نيلسن
إينغار نيلسن (بالنرويجية البوكمول: Ingar Nielsen)‏ هو ربان ‏ نرويجي، ولد في 29 أغسطس 1886، وتوفي في 21 يناير 1963.

## وصلات خارجية
- إينغار نيلسن على موقع أوليمبيديا (الإنجليزية)